# Lípa na Ostrově
Lípa na Ostrově je památný strom v Mnichově Hradišti, památným stromem je od 30. prosince 2000. Nachází se na ostrově u elektrárny, ochranné pásmo tvoří kruh o poloměru 5 metrů. Obvod kmene činí 396 cm, výška stromu je 22 m.

## Základní údaje
zdroj: 
- Obvod kmene: 396 cm
- Výška: 22 m